# Contarinia halliicola
Contarinia halliicola är en tvåvingeart som beskrevs av Gagne 1966. Contarinia halliicola ingår i släktet Contarinia och familjen gallmyggor.
Artens utbredningsområde är New Mexico. Inga underarter finns listade i Catalogue of Life.